# Cratere Gucumatz
Gucumatz è un cratere sulla superficie di Rea.